# 이냐시오 가나고
이냐시오 케페네 가나고(프랑스어: Ignatius Kpene Ganago, 1999년 2월 16일 ~ )는 카메룬의 프로 축구 선수로 리그 1 클럽 낭트와 카메룬 국가대표팀에서 공격수로 활약하고 있다.

## 구단 경력

### 초기 경력
가나고는 2017년 니스에 입단하기 전 카메룬의 EFCB 주니어 아카데미에 참가했다.

### 니스
2017년 9월 9일, 가나고는 4-0으로 이긴 모나코와의 리그 1 경기에서 74분에 마리오 발로텔리와 교체되어 들어가 니스에서의 프로 데뷔 전을 치렀고, 이 경기에서 첫 골을 기록했다.

### 랑스
2020년 7월 10일, 가나고는 새로 승격한 리그 1의 랑스로 이적했다.

### 낭트
2022년 여름 이적 시장 마지막 날인 2022년 9월 1일, 가나고는 랑스의 리그 라이벌 낭트와 4년 계약을 맺고 이적했다. 랑스에게 지급된 이적료는 보너스를 제외한 350만 유로로 보고되었다.

## 국가대표팀 경력
가나고는 2019년 10월 12일 튀니지와의 친선 경기에서 카메룬 국가대표팀 데뷔 전을 치렀고, 그 달 말 소속팀인 니스는 그를 아프리카 네이션스컵 대회에 내보내는 것을 거부했다.

## 사생활
2023년 2월 13일 가나고의 네 살배기 딸이 병으로 세상을 떠났다.

## 수상

### 국가대표팀
카메룬
- 아프리카 네이션스컵 : 3위 (2021)[9]